# Danh sách nhân vật trong Phineas và Ferb
Sau đây là danh sách nhân vật xuất hiện trong loạt phim hoạt hình Phineas và Ferb.

## Nhân vật chính
- Phineas Flynn (Vincent Martella lồng tiếng):

Phineas là con riêng của mẹ Linda và là em trai ruột của Candace, cậu đến từ Hoa Kỳ. Cậu là một cậu bé thông minh, sáng tạo và giàu trí tưởng tượng. Phineas luôn tỏ ra là một cậu bé luôn vui vẻ, lịch sự và không bao giờ tức giận với ai. Cậu cũng thường là người nghĩ ra kế hoạch làm việc của hai anh em trong cả ngày, trong một ngày nếu Phineas không phát minh ra một thứ gì đó thì cậu sẽ hoảng hốt và sẽ không kiểm soát được bản thân, trừ một số tập cậu cho là ngày nghỉ ngơi nhưng sau đó mọi việc lại đâu vào đó. Phineas đặc biệt rất yêu thương và luôn quan tâm đến thú cưng của cậu bé là thủ mỏ vịt Perry, chỉ cần Perry không xuất hiện trước mặt trong một thời gian ngắn cũng khiến cậu trở nên lo lắng. Những câu nói quen thuộc của cậu là "Ferb, I know what we're gonna do today." (Ferb, tớ biết hôm nay chúng ta sẽ làm gì rồi!). Sau đó: "Hey, where's Perry?" (Này, Perry đâu rồi?), và "He's a platypus, they don't do much." (Nó là thú mỏ vịt, chúng không làm gì nhiều). Lúc được người khác hỏi cậu có quá nhỏ để thực hiện những việc cậu đang làm (Are you a little young to... ?), Phineas thường nói "Yes, yes I am." hoặc " Yes, we are"(Có, có đấy ạ)- Phineas là người đề ra các dự án để sáng chế ra nhiều thứ.
- Ferb Fletcher (Thomas Sangster và David Errigo Jr. lồng tiếng):

Ferb là con riêng của Lawrence Fletcher. Cậu đến từ Anh. Cậu là một cậu bé thông minh (thông minh hơn cả Phineas) nhưng ít nói. Thường trong những kế hoạch của hai anh em, Ferb phụ trách phần thi công và tỏ ra rất thành thạo trong công việc. Ferb và Phineas luôn hỗ trợ và giúp đỡ lẫn nhau. Ferb đặc biệt thích Vanessa Doofenshmirtz, con gái của tiến sĩ Doofenshmirtz. Ferb làm tất cả các thứ mà Phineas đưa ra kế hoạch.
- Candace Gertrude Flynn (Ashley Tisdale lồng tiếng):

Là 1 nhân vật chính khác của bộ phim. Candace là chị gái của Phineas và Ferb. Cô luôn tìm cách mách mẹ và lật tẩy về những việc hai cậu em Phineas và Ferb làm nhưng đều thất bại (vì những phát minh của Heinz Doofenshmirtz đã vô tình tác động đến). Nhưng thật ra cô lại rất tự hào về những em trai của mình. Trong các tập phim, cô thường có những câu nói với mẹ về những phát minh của hai đứa em " Mom, Phineas and Ferb..." và khi nó biến mất " But but...but but...." (nhưng nhưng...). Cô thích Jeremy, anh nhân viên làm ở tiệm Mr. Slushy Burger và luôn tỏ ra ganh ghét khi thấy Jeremy đi cạnh với những bạn nữ khác.
- Thú mỏ vịt Perry (Dee Bradley Baker lồng tiếng):

Perry là một chú thú mỏ vịt có hai cuộc sống song song. Một là thú nuôi yêu quý của hai anh em nhà Phineas và Ferb, còn mặt khác là điệp viên bí mật với tên hiệu đặc vụ P và luôn đội một cái mũ phớt (fedora) trong khi làm nhiệm vụ. Để phòng tránh gia đình và những người khác biết được bí mật của mình, Perry cố gắng từng bước để thuyết phục người khác nhận thức rằng chú chỉ là "một con vật vô thức ngốc nghếch và không làm gì nhiều" bằng cách đóng giả là một con vật hiền lành, nhút nhát và đần độn trước mặt chủ nhân Phineas. Phương thức chính để giữ nguyên trạng thái "khờ khạo" là nhìn trực tiếp mỗi con mắt hướng ra xa nhau về phía đối diện, tạo ra cái nhìn "đần độn". Mỗi khi cậu chắc chắn không còn ai nhìn thấy mình, Perry nhanh chóng bỏ các hành động khờ khạo và đội chiếc mũ điệp viên. Perry rất được các cô gái yêu thích. Nhiệm vụ của Perry là ngăn chặn những kế hoạch điên rồ của tiến sĩ xấu xa Doofenshmirtz. Perry luôn hoàn thành xuất sắc nhiệm vụ, đồng thời vô tình xóa đi dấu vết về những việc hai anh em Phineas và Ferb làm. Trong một nhiệm vụ đặc biệt, kẻ thù của Perry là Kẻ Nhai lại Hủy diệt, người mà kẻ thù của hắn là cả thế giới. Không một ai trong gia đình biết về thân phận thực sự của Perry cho đến khi Phineas và Ferb gặp nguy hiểm và bị đe dọa tính mạng bởi tiến sĩ Doofenshmirtz chiều không gian thứ 2, cậu đã hành động chống cự và bị lộ thân phận, sau bí mật lại được an toàn khi O.W.C.A xóa trí nhớ của những người trong cuộc. Đây là cảnh có trong tập movie của Phineas and Ferb. Thực tế trong bản truyền hình, Perry từng thỏa hiệp với cô bạn thân của Candace - Stacy Hinaro về việc giữ kín thân phận nếu Stacy không muốn bị xóa trí nhớ và phải xem lại 10 phút cuối của một bộ phim ma. Dù Doofenshmirtz là một kẻ thù nguy hiểm, Perry vẫn coi ông ta như một người bạn thân; có những lần sau khi đánh bại thành công âm mưu của Doof nhưng khi thấy Doof đang gặp nguy hiểm có thể ảnh hưởng đến tính mạng ông ta, Perry đã quay lại giải cứu Doof. Tuy là một con thú cảnh nhưng Perry luôn nghĩ cho 2 cậu chủ nhỏ, tình cảm của Perry phát sinh khi cả gia đình Phineas và Ferb đi dã ngoại hoặc đi đâu đó mà không có cậu.
- Tiến sĩ Heinz Doofenshmirtz (Dan Povenmire lồng tiếng):

Là nhân vật phản diện chính của bộ phim. Doof là một tiến sĩ điên khùng có tư tưởng xấu xa và là kẻ đứng đầu Tập đoàn Xấu xa Doofenshmirtz. Ông cao đến 1m9 và rất thanh mảnh, nhưng lại bị gù, làm cho vẻ ngoài của ông thấy gầy gò hơn. Ông từng có một tuổi thơ bất hạnh khi không được cha mẹ cưng chiều như người em trai Roger. Doof sống trong căn hộ của một tòa nhà cao tầng đối diện quảng trường thành phố và cách biển một dãy nhà. Hắn từng có vợ và một cô con gái tên là Vanessa nhưng đã li dị nên sống một mình. Vanessa luôn cố gắng mách mẹ về những âm mưu của người cha xấu xa nhưng ông vẫn yêu thương con gái vô điều kiện. Và cũng như Candace, cô không bao giờ thành công. Tiến sĩ Doofenshmirtz thường lập ra những kế hoạch để làm chủ "khắp vùng Ba bang" ("the entire tri-state area") bằng những sáng chế của ông (Ý nghĩ chiếm cả vùng Ba bang này là do trước đó Linda - mẹ của Phineas và Ferb đã vô tình nhắc tới ước mơ sau này của Doofenshmirtz nên từ đó phát sinh ra các vấn đề). Kẻ thù của ông chính là thú mỏ vịt Perry. Perry luôn ngăn chặn thành công các kế hoạch của ông. Tuy ông luôn coi Perry là một kẻ ngáng đường cho nhũng âm mưu của ông nhưng trong thâm tâm, ông luôn coi Perry là một người bạn. Nếu một ngày mà không có Perry đến và ngăn chặn những hành động của ông thì ông rất buồn. Mặc dù Perry và Doofenshmirtz coi nhau như kẻ thù, mối quan hệ giữa họ thiên về hướng "kẻ thù thân thiết". Doof có thói quen giải thích kế hoạch trước khi thực hiện và Perry luôn dừng lại để lắng nghe. Đôi lúc, tùy vào trường hợp, Perry còn giúp Doof thực hiện "ý tưởng trong ngày" trước khi ngăn chặn ông ta khi chuyện trở nên nghiêm trọng, hay khi Doof trở mặt. Perry cũng đã từng đưa cho Tiến sĩ Doofenshimirtz "nút hủy diệt toàn cầu" để xóa đoạn băng đáng xấu hổ của Doof đến mức ông ta không thể ra khỏi nhà mà vì sợ bị chế nhạo. Doofenshmirtz luôn luôn mong chờ sự xuất hiện của Perry và thậm chí bắt đầu lo lắng nếu cậu ta không tới. Ông ta cũng thường đặt sẵn bẫy để chờ Perry dính phải khi cậu xông vào nhà hoặc hang ổ của mình. Thực tế, cả hai người quá quen với sự hiện diện của nhau, đến mức họ không thể trở thành kẻ thù lớn với một ai khác dù chỉ một ngày. Họ thậm chí còn tặng quà nhau trong ngày Giáng Sinh. Trong một lần, Perry giúp đỡ Doof học cách đá bóng để gây ấn tượng với mẹ ông. Trong một lần Perry từ chối phá kế hoạch của Doof vì nó quá ngớ ngẩn và vô hại, Doofenshimirtz còn đi theo và van xin cậu ngăn chặn mình. Trong một tập phim, tiến sĩ đã có một kẻ thù mới là 1 điệp viên gấu trúc Peter và điều đó làm tổn thương Perry. Nhưng cuối cùng, ông và Perry lại tiếp tục trở thành kẻ thù của nhau. Câu thường nói của ông là "Curse you, Perry the Platypus!" (Ta nguyền rủa mi, thú mỏ vịt Perry). Sau đó " I know what's going to happen" có nghĩa là" explodes- phát nổ". Tên của những phát minh (những cỗ máy) của ông thường có hậu tố "-inator" ở phía sau, ngoại trừ trong tập và Rollercoaster, Mom's Birthday,Phineas' Birthday Clip-o-rama và  Flop starz 

## Nhân vật phụ

### Các nhân vật phổ biến
- Linda Flynn-Fletcher (Caroline Rhea lồng tiếng): Linda là mẹ đẻ của hai chị em Candace và Phineas, mẹ kế của Ferb. Bà từng là "ca sĩ nổi một lần duy nhất" (1 hit wonder) hồi thập niên 1980 với ca khúc "I'm Lindana And I Wanna Have Fun" (Tôi là Lindana và tôi thích vui vẻ), đó là thời điểm mà bà từng quen với Doofenshmirtz. Bà rất thương yêu gia đình và luôn là một người mẹ tốt trong mắt bọn trẻ. Khi Candace luôn mách với bà về những gì Phineas và Ferb làm, bà không tin và cảm thấy đó là một sự ngớ ngẩn xảy ra với con gái mình mỗi ngày.
- Lawrence Fletcher(Richard O'brien lồng tiếng): Bố ruột của Ferb, ông rất giỏi về lịch sử và hiện tại đang kinh doanh đồ cổ. Ông rất yêu vợ con và đã có lần suýt trở thành thủ lĩnh của hội nghị xấu xa LOVEMUFFIN.
- Isabella Garcia-Shapiro (Alyson Stoner lồng tiếng): Là hàng xóm nhà đối diện Phineas và Ferb, chuyên giúp hai cậu trong những dự án phát minh mỗi ngày. Isabella được sinh ra trong một gia đình có mẹ là người Mexico (Tây Ban Nha) và bố người Mỹ - gốc Do Thái. Cô là trưởng đội Fireside Girls, quân nhóm số 46231 (Tuy nhiên, trong tập phim "Isabella and the Temple of Sap", Isabella đã nói thành nhóm 46321). Câu thường nói của cô là: "Hi Phineas! What are you doing'?". Cô rất thích Phineas và thường hay mơ về cậu và tin rằng một ngày nào đó hai người sẽ kết hôn. Cô bé dù vậy cũng không thổ lộ cảm xúc của mình. Phineas lại quan tâm đến Isabella theo một mặt khác và ít biết đến tình cảm mà Isabella dành cho mình. Isabella có thể tỏ ra bực bội (thậm chí tức giận) khi có ai khác dùng câu thường nói của cô; tuy nhiên cô bỏ qua khi Phineas sử dụng nó. Cô là người tham gia nhiều nhất vào các kế hoạch của Phineas và Ferb. Trong Phineas and Ferb: Across The 2nd Dimension, Isabella đã hôn Phineas trước khi máy xóa trí nhớ vận hành.
- Stacy Hirano (Kelly Hu lồng tiếng): Cô có họ hàng ở Nhật và là người bạn thân thiết nhất của Candace. Mỗi sáng, cô thường trò chuyện với Candace qua di động. Cô là người vô tư, luôn giúp đỡ bạn mình trong mọi việc. Trong một tập phim, cô thay mặt Candace, lúc đó đang ốm, đi lật tẩy Phineas và Ferb nhưng bị cuốn hút vào phát minh của 2 anh em và quên việc bạn dặn. Cô là người duy nhất biết được thân phận thật sự của đặc vụ P - Perry khi xe tải của Doofenshmirtz tông vào nhà cô. Cô và Perry đã giao kèo giữ bí mật này để Perry không bị chuyển đi và cô cũng không bị xoá trí nhớ (do cô không muốn xem lại đoạn cuối của bộ phim kinh dị đang xem).
- Buford Van Stomm (Bobby Gaylor lồng tiếng) là kẻ chuyên bắt nạt (nhất là bắt nạt Baljeet), nhưng trước Ferb là người duy nhất mà cậu không thể bắt nạt được, có lần bị Phineas làm rơi kem trên đầu, tức giận vì xấu hổ vì thế mới có trận đấu ngón tay cái với Phineas. Cậu có nuôi một con cá vàng mà cậu yêu thích tên là Biff (nếu mất Biff thì cậu ấy khóc rất nhiều), cậu chuyên chơi đàn công-xéc-ta-na và kèn trumpet. Nỗi sợ kinh hoàng nhất của Buford là cô bé Suzy Johnson (em của Jeremy).
- Baljeet Tjinder (Maulik Pancholy lồng tiếng) Cậu đến từ Ấn Độ, có màu da nâu đen và tóc xoăn, luôn luôn bị Buford bắt nạt. Cậu là một con mọt sách, rất thích môn toán học, luôn đạt điểm A++, và cậu là người bị bệnh thành tích.
- Fireside Girls là một đội hướng đạo sinh ở Danville gồm 7 thành viên: Isabella, Gretchen, Adyson, Holly, Milly, Katie và Ginger (em của Stacy). Họ thường làm việc tốt để kiếm phù hiệu và cũng hay giúp đỡ Phineas và Ferb.
- Betty Jo Flynn (Caroline Rhea lồng tiếng) Là bà ngoại của 3 chị em, bà có một người em sinh đôi thường ghé qua mỗi năm một lần khi bà muốn trêu ai đó, rất yêu thương cháu. Lúc trẻ bà là oanh tạc cơ trượt patin và là kẻ thù của bà nội Jeremy.
- Clyde Flynn (Barry Bostwick lồng tiếng): Ông ngoại của Phineas và Ferb, là người rất thích phiêu lưu thám hiểm (ông đã chỉ cho Phineas và Ferb để phiêu lưu) ông đã nói về đảo Râu Xấu và Big Foot (Chân To).
- Reginald Fletcher (Malcolm McDowell lồng tiếng) và Winifred Fletcher (Jane Carr lồng tiếng): là ông bà nội của 3 chị em, 2 ông bà hiện đang sống ở London - Anh.
- Cún Chihuahua Pinky (Dee Bradley lồng tiếng): Cũng giống như Perry, Pinky có cuộc sống 2 mặt. 1 là chó cảnh của Isabella, 2 là Đặc vụ P. Pinky chống lại Giáo sư Poofenplotz.
- Jeremy Johnson (Mitchel Musso lồng tiếng): người mà Candace luôn say mê và bản thân cậu cũng thích Candace. Cậu là người luôn thấu hiểu Candace, làm ở tiệm Mr. Slushy Dawg Burger và cũng là một ngôi sao nhạc nhẹ.
- Suzy Johnson (Kari Wahlgren lồng tiếng) Là em gái của Jeremy, rất căm ghét và ghen tỵ với Candace. Cô bé luôn tỏ ra dễ thương trước mặt Jeremy, nhưng trước mặt Candace thì luôn tìm mọi cách để hành hạ cô. Tuy nhiên đôi khi cô lại giúp Candace lật tẩy em mình.
- Irving Du Bois (Jack McBrayer lồng tiếng): Fan hâm mộ lớn nhất Phineas và Ferb. Irving lưu trữ cả một bộ sưu tập về tất cả những kế hoạch tuyệt vời mà Phineas và Ferb đã thực hiện (thậm chí có cả một ngọn tóc của Ferb). Cậu cũng là người thành lập fansite hâm mộ Phineas và Ferb trên thế giới.
- Albert (Diedrich Bader lồng tiếng): Anh của Irving, với biệt danh tự chính mình đặt ra là "Máy dò sự thật". Albert có ý thích Candace.
- Vanessa Doofenshmirtz (Olivia Olson lồng tiếng) Là con gái của Doofenshmirtz. Cô thường mặc một bộ đồ màu đen kiểu gô-thic và là người nghiện nhạc rock. Cũng như Candace, cô luôn mách mẹ về những sáng chế lập dị của cha mình nhưng đều thất bại. Thỉnh thoảng cô đến công ty cha mình tìm chứng cứ. Cô sinh ngày 15 tháng 6. Bạn trai cô là Johnny, một nhân vật chỉ mới xuất hiện lần đầu trong ngày sinh nhật của cô. Sau này, Vanessa giận Johnny và làm quen với Monty Monogram, con trai của Thiếu tá Francis Monogram (đứng đầu tổ chức O.W.C.A).
- Robot Norm (John Viener lồng tiếng): Robot khổng lồ do Doofenshmirtz chế tạo. Người máy Norm có là phong cách của người đàn ông thành đạt nhưng khá ngốc nghếch và hay nói những câu vô nghĩa. Tuy vậy nhưng Norm luôn xem Doofenshimirtz là bố mình.Câu nói thường gặp nhất là "Hi, I'm Norm" hoặc " Hi, my name is Norm (Xin chào, tôi là Norm).
- Roger Doofenshmirtz (John O'Hurley lồng tiếng): là thị trưởng của vùng Ba Bang. Ông là em trai của tiến sĩ Heinz Doofenshmirtz. Heinz rất căm thù Roger và luôn tìm cách hãm hại ông, từ khi họ còn rất nhỏ. Roger chính là lý do mà Heinz bị buộc phải mặc váy đi học. Roger cũng được mẹ cưng chiều hơn; trong khi Roger có mọi thứ, từ quần áo đẹp tới tình cảm và những lời khen, Heinz gần như chẳng nhận được gì cả. Sự thù hận và ghen tị của Heinz với em trai mình khiến ông ta cố gắng tìm mọi cách phá hoại buổi lễ nhận chức thị trưởng của Roger, xây dựng một đất nước của riêng mình, hay phá hủy tượng của Roger.
- Charlene Doofenshmirtz (Allison Janney lồng tiếng) Là vợ cũ đã li hôn với Doofenshmirtz nhưng luôn nghĩ Doofenshmirtz là người chồng tốt, học lớp nấu ăn cùng Linda Flynn và không tin những gì con mình nói về bố.

### Nhân vật tổ chức điệp viên O.W.C.A
- Thiếu tá Francis Monogram (Jeff "Swampy" Marsh lồng tiếng) là người cung cấp thông tin về các kế hoạch của Doofenshmirtz. Một thông tin đáng chú ý là ông ta bị hói và hay đội một bộ tóc giả màu trắng. Ông hay mặc bộ quân phục màu xanh, tuy nhiên có một tập phim ông đã mặc lễ phục màu đen. Ngoài ra lông mày của ông mọc gần nhau đến nỗi trong một tập phim, Tiến sĩ xấu xa Heinz Doofenshmirtz gọi ông là Một mày (monobrow).
- Carl (Tyler Alexander lồng tiếng)Thực tập sinh, trợ lý của thiếu tá Monogram. Cậu có mái tóc đỏ và mặt tàn nhang, mặc một bộ đồ trong phòng thí nghiệm. Carl khá là vụng về và thường giúp đỡ thiếu tá Monogram trong việc giao nhiệm vụ cho Perry. Cũng giống như thiếu tá Monogram, anh ta được Tiến sĩ Heinz Doofenshmirtz đặt biệt danh là Dr. Coconut (Tiến sĩ Quả dừa).
- Tổ chức điệp viên (tên tiếng Anh là Organization Without a Cool Acronym hay viết tắt là O.W.C.A) là tổ chức chuyên phát hiện và phá hỏng các âm mưu điên rồ của những tên tiến sĩ (mạo danh) có vấn đề, tiêu biểu là Heinz Doofenshmirtz. Tổ chức này được phân chia nhiệm vụ khác nhau. Như Thiếu tá Monogram có nhiệm vụ cung cấp thông tin về các kế hoạch của Doofenshmirtz còn các điệp viên thú sẽ phá âm mưu ấy. Thú mỏ vịt Perry cũng nằm trong tổ chức này, và cả chú chó Pinky của Isabella cũng vậy. Điểm đáng lưu ý là tất cả điệp viên trong tổ chức này là động vật(Trong tập Phineas and Ferb All of us are agents,tổ chức đổi thành O.W.C.A.H vì con người cũng tham gia. Các điệp viên thường có biệt hiệu theo chữ cái đầu của tên mình (ví dụ: Perry the Platypus là Agent P, một con nhím (Herman the Hedgehog) có biệt hiệu là Agent H. Trong một tập phim, Robot "Norm" đã từng tham gia tổ chức nhưng sau đó bị Thiếu tá Monogram loại. Khi các điệp viên bị phát hiện thì sẽ bị chuyển đi tới 1 gia đình khác (Phineas and Ferb The Movie có đề cập) mãi mãi, trừ khi máy xóa trí nhớ của tổ chức vẫn hoạt động.

## Nhân vặt định kỳ
- Giáo sư Esmeralda Poofenplotz (Amanda Plummer lồng tiếng)

- Monty Monogram (Seth Green lồng tiếng)

- Tiến sĩ Hirano (Ming-Na Wen lồng tiếng) là mẹ của Stacy và Ginger

- Aloyse Everheart Elizabeth Otto Wolfgang Hypatia Gunther Galen Gary Cooper von Roddenstein (Joe Orrantia lồng tiếng) tên gợi là ngắn Rodney